# Marcel Moyse
Marcel Joseph Moyse (Saint-Amour, 17 maggio 1889 – Brattleboro, 1º novembre 1984) è stato un flautista francese, per cui sono state scritte diverse opere da autori contemporanei come il Concerto per flauto di Jacques Ibert del 1934. Egli fu un eminente didatta di flauto e autore di diverse opere sulla tecnica flautistica.

## Biografia
Marcel Moyse nacque a Saint-Amour in Francia. Studiò al conservatorio di Parigi dove fu allievo di Philippe Gaubert, Adolphe Hennebains e Paul Taffanel, tutti grandi virtuosi di flauto del loro tempo. 
Le peculiarità del suo stile sonoro sono state la chiarezza del suono, la flessibilità di esecuzione e la pregnanza. Questo divenne lo stile francese che si diffuse presto in tutto il mondo.
Marcel Moyse si trasferì negli Stati Uniti per sfuggire alle persecuzioni razziali per via dell'origine ebraica del suo cognome, sebbene egli fosse di fede protestante; fondò la Marlboro Music School and Festival a Marlboro (Vermont). Egli fu un maestro ispirato che insegnò ai suoi allievi non come suonare il flauto ma a fare musica. Nella sua attività di esecutore si esibì spesso con suo figlio Louis Moyse (1912-2007). Fra i suoi molti allievi si citano Trevor Wye, William Bennett, Sir James Galway e Conrad Klemm.
Marcel Moyse morì negli Stati Uniti a Brattleboro.

## Opere di didattica
- 1921
  - Études et exercices techniques (Leduc)
- 1922
  - Exercices journaliers (Leduc)
- 1927
  - 24 études de virtuosité d'après Czerny (Leduc)
  - Mecanisme-chromatisme pour flute (Leduc)
  - École de l'articulation (Leduc)
- 1928
  - 25 études mélodiques (Leduc)
  - 12 études de grande virtuosité d'après Chopin (Leduc)
  - 20 études d'après Kreutzer (Leduc)
  - 100 études faciles et progressives d'après Cramer vol. 1 (Leduc)
  - 100 études faciles et progressives d'après Cramer vol. 2 (Leduc)
  - 24 petites études mélodiques (Leduc)
- 1934
  - De la sonorité (Leduc)
- Altro
  - 24 études journalières de Soussman op. 53 (Leduc)
  - Gammes et arpèges (Leduc)
  - Le débutant flûtiste (Leduc, 1935)
  - 24 caprices-études de Boehm op. 26 (Leduc, 1938)
  - Tone development through interpretation (McGinnis & Marx)
  - 20 exercices et études sur les grandes liaisons (Leduc)

## Discografia
- The Complete Works of the Great Flutist - 5 CD box set comprendenti sue incisioni remasterizzate